# از شب بترس (فیلم)
از شب بترس (به انگلیسی: Fear the Night) فیلمی محصول سال ۲۰۲۳ و به کارگردانی نیل لابیت است. در این فیلم بازیگرانی همچون مگی کیو، کت فاستر، تراویس هامر، جیا کرواتین و جیمز کارپینلو ایفای نقش کرده‌اند.